# Fernando Lemos
José Fernando de Lemos (* 3. Mai 1926 in Lissabon; † 17. Dezember 2019) war ein portugiesisch-brasilianischer Künstler, insbesondere Maler, Grafikdesigner und Bildhauer. Er wurde besonders für seine Arbeiten mit Fotografien und für seine Zeichenarbeiten bekannt.

## Leben
Als Sohn eines Antiquitätenschreiners und einer Spitzenklöpplerin in Lissabon geboren, erlernte er dort das Zeichnen an der Escola de Artes Decorativas António Arroio (1938–1943) und das Malen an der Sociedade Nacional de Belas Artes. Mit 18 Jahren begann er als Werbezeichner zu arbeiten, wodurch sich sein Umgang insbesondere mit Malern und Dichtern intensivierte. Nach einem Urlaub 1947 auf den Berlengasinseln mit dem Künstler Marcelino Vespeira begann er sich für Fotografie zu interessieren. 1949 erstand er eine Meopta Flexaret und begann selbst zu fotografieren und seine Fotos surrealistisch zu bearbeiten. Lemos hatte sich schon früh als „malender, zeichnender und dichtender Surrealist“ („surrealista, pintando, desenhando, escrevendo poesia“) bezeichnet, und obwohl die surrealistische Fotografie in Portugal bereits passé war, widmete er sich ihr nun verstärkt. 1950 schloss er sich der noch bestehenden Surrealisten-Gruppe Lissabons an.
In Opposition zum Estado-Novo-Regime stehend wanderte er 1953 (andere Quellen: 1952) nach Brasilien aus, dessen Staatsangehörigkeit er etwa seit 1960 besaß. Er siedelte sich in São Paulo an, wo er an der Hochschule Escola Superior de Arquitectura e Urbanismo Lehrer wurde. 1953 wurde er bei der Biennale von São Paulo ausgezeichnet, und erhielt 1957 den nationalen Designpreis, den Prémio Nacional de Design do Brasil. Mit einem Stipendium der Stiftung der Biennale von São Paulo bereiste Lemos 1955 Europa, und 1962 erhielt er ein Japan-Stipendium der Lissabonner Gulbenkian-Stiftung.
Seine Werke sind unter anderem im Lissabonner Museu Calouste Gulbenkian und in staatlichen Museen in São Paulo und Rio de Janeiro zu sehen. Er war Gegenstand von Fernsehsendungen und Dokumentarfilmen in Brasilien. Der 2010 über ihn gedrehte portugiesische Dokumentarfilm Luz Teimosa (deutsch: eigensinniges Licht) erschien 2011 als DVD bei Real Ficção.

## Bibliografie (Auswahl)
- Fernando Lemos: Cá & Lá. Imprensa Nacional, Lissabon 1985
- Fernando Lemos: Retratos de quem? – Portraits of whom?, Sao Paulo/SP, Brasil 2000
- Fernando Lemos: Isto É Isto e Ex-Fotos. Assírio & Alvim, Lissabon 2010, ISBN 978-972-37-1552-1
- Margarida Acciaiuoli: Fernando Lemos. Editorial Caminho, Lissabon 2006, ISBN 978-989-612-112-9